# Scleria pergracilis
Scleria pergracilis là loài thực vật có hoa trong họ Cói. Loài này được (Nees) Kunth miêu tả khoa học đầu tiên năm 1837.